# Villa Paulig
Villa Paulig eller Villa Humlevik är en historisk trävilla i Tölö i den finländska huvudstaden Helsingfors. Villan byggdes år 1873 enligt arkitekt Frans Anatolius Sjöströms ritningar. Villans ursprungliga namn är Villa Humlevik men i folkmun har villan kallats för Villa Paulig efter släkten Paulig som äger den.

## Historia och arkitektur
Villa Paulig byggdes på tomten vid Mechelingatan, Sommargatan och Merikantovägen av Gustav Ulrik Sandberg och frun Ulrika Charlotta. År 1886 blev konsul Gustav Paulig, grundaren av det Pauligska släktföretaget, och frun Bertha Paulig ägarna till villan. Släkten Paulig ägde villan fram till år 1932 och villan renoverades och byggdes om enligt arkitekt Waldemar Aspelins ritningar. Bland annat utvidgades byggnaden och tornet revs. Senare översåg också Walter Fyrqvist en ombyggnad. 
När hyresavtalet för tomten avslutades år 1932 blev Helsingfors stad ägare till villan. Anställda vid Stengårds sjukhus inkvarterades i villan mellan 1932–1964. Efter detta fram till år 2018 fungerade villan som Helsingfors stads ungdomsrådgivningscentrals klubbutrymme. Staden sålde byggnaden tillbaka till släkten Paulig på hösten 2022 för 1 029 999 euro. Officiellt köptes byggnaden av släktens företag Kahvimo Oy.